# Lijst van voetbalinterlands Georgië - Litouwen
Deze lijst van voetbalinterlands is een overzicht van alle officiële voetbalwedstrijden tussen de nationale teams van Georgië en Litouwen. De voormalige Sovjet-republieken speelden tot op heden acht keer tegen elkaar. De eerste ontmoeting, een vriendschappelijke wedstrijd, werd gespeeld in Tbilisi op 27 mei 1990. Het laatste duel, eveneens een vriendschappelijke wedstrijd, vond plaats op 24 maart 2018 in Tbilisi.

## Wedstrijden
| № | Plaats  | Datum             | Competitie           | Wedstrijd          | Uitslag |
| - | ------- | ----------------- | -------------------- | ------------------ | ------- |
| 1 | Kaunas  | 27 mei 1990       | Vriendschappelijk    | Litouwen – Georgië | 2 – 2   |
| 2 | Kaunas  | 12 september 1992 | Vriendschappelijk    | Litouwen – Georgië | 1 – 0   |
| 3 | Kaunas  | 7 oktober 2000    | WK 2002 kwalificatie | Litouwen – Georgië | 0 – 4   |
| 4 | Tbilisi | 5 september 2001  | WK 2002 kwalificatie | Georgië – Litouwen | 2 – 0   |
| 5 | Tbilisi | 9 februari 2005   | Vriendschappelijk    | Georgië – Litouwen | 1 – 0   |
| 6 | Kaunas  | 2 juni 2007       | EK 2008 kwalificatie | Litouwen – Georgië | 1 – 0   |
| 7 | Tbilisi | 21 november 2007  | EK 2008 kwalificatie | Georgië – Litouwen | 0 – 2   |
| 8 | Tbilisi | 24 maart 2018     | Vriendschappelijk    | Georgië – Litouwen | 4 – 0   |

## Samenvatting
| Competitie        | Totaal gespeeld | Winst Georgië | Gelijk | Winst Litouwen | Doelsaldo Georgië – Litouwen |
| ----------------- | --------------- | ------------- | ------ | -------------- | ---------------------------- |
| WK-kwalificatie   | 2               | 2             | 0      | 0              | 6 − 0                        |
| EK-kwalificatie   | 2               | 0             | 0      | 2              | 0 − 3                        |
| Vriendschappelijk | 4               | 2             | 1      | 1              | 7 − 4                        |
| Totaal            | 8               | 4             | 1      | 3              | 13 − 7                       |

## Details

### Eerste ontmoeting
| Litouwen        | 1 – 0 | Georgië |
| Arūnas Mika 90' | goals |         |

### Derde ontmoeting
| Litouwen | 0 – 4 | Georgië                                                                              |
|          | goals | 19' Temoeri Ketsbaia 35' Temoeri Ketsbaia 46' Giorgi Kinkladze 84' Artsjil Arveladze |

### Vierde ontmoeting
| Georgië                                         | 2 – 0 | Litouwen |
| Aleksander Iasjvili 81' Aleksander Iasjvili 83' | goals |          |

### Vijfde ontmoeting
| Georgië              | 1 – 0 | Litouwen |
| Micheil Asjvetia 60' | goals |          |

### Zesde ontmoeting
| Litouwen               | 1 – 0 | Georgië |
| Saulius Mikoliūnas 78' | goals |         |

### Zevende ontmoeting
| Georgië | 0 – 2 | Litouwen                                          |
|         | goals | 52' Audrius Kšanavičius 90+6' Audrius Kšanavičius |

GFF · A-internationals · Bondscoaches · Statistieken · Georgisch vrouwenelftal · Georgië U21 · Georgië U20 · Georgië U19 · Georgië U18 · Georgië U17 · Georgië U16
1990 – 1999 ·
2000 – 2009 ·
2010 – 2019 ·
2020 − 2029
1990 · 
1991 · 
1992 · 
1993 · 
1994 · 
1995 · 
1996 · 
1997 · 
1998 · 
1999 · 
2000 · 
2001 · 
2002 · 
2003 · 
2004 · 
2005 · 
2006 · 
2007 · 
2008 · 
2009 · 
2010 · 
2011 · 
2012 · 
2013 · 
2014 · 
2015 ·
2016 ·
2017 ·
2018 ·
2019 ·
2020 ·
2021 ·
2022 ·
2023 ·
2024
Albanië ·
Andorra ·
Armenië ·
Azerbeidzjan ·
Bosnië en Herzegovina ·
Bulgarije ·
Cyprus ·
Denemarken ·
Duitsland ·
Egypte ·
Engeland ·
Estland ·
Faeröer ·
Finland ·
Frankrijk ·
Gibraltar ·
Griekenland ·
Hongarije ·
Ierland ·
IJsland ·
Iran ·
Israël ·
Italië ·
Jordanië ·
Kameroen ·
Kazachstan ·
Kosovo ·
Kroatië ·
Letland ·
Libanon ·
Liechtenstein ·
Litouwen ·
Luxemburg ·
Malta ·
Marokko ·
Moldavië ·
Mongolië ·
Montenegro · 
Nederland ·
Nieuw-Zeeland ·
Nigeria ·
Noord-Ierland ·
Noord-Macedonië ·
Noorwegen ·
Oekraïne ·
Oezbekistan ·
Oostenrijk ·
Paraguay ·
Polen ·
Portugal ·
Qatar ·
Roemenië ·
Rusland ·
Saint Kitts en Nevis ·
Saoedi-Arabië ·
Schotland ·
Servië ·
Slovenië ·
Slowakije ·
Spanje ·
Thailand ·
Tsjechië ·
Tunesië ·
Turkije ·
Uruguay ·
Verenigde Arabische Emiraten ·
Wales ·
Wit-Rusland ·
Zuid-Afrika ·
Zuid-Korea ·
Zweden ·
Zwitserland
LFF · A-internationals · Bondscoaches · Statistieken · Litouws vrouwenelftal · Olympisch elftal · Litouwen U21 · Litouwen U20 · Litouwen U19 · Litouwen U18 · Litouwen U17 · Litouwen U16
1923 – 1929 ·
1930 – 1939 ·
1940 – 1949 ·
1950 – 1989 · 
1990 – 1999 ·
2000 – 2009 ·
2010 – 2019 ·
2020 − 2029
1923 · 
1924 · 
1925 · 
1926 · 
1927 · 
1928 · 
1929 · 
1930 · 
1931 · 
1932 · 
1933 · 
1934 · 
1935 · 
1936 · 
1937 · 
1938 · 
1939 · 
1940 · 
1941–1944 · 
1945 · 
1946 · 
1947 · 
1948 · 
1949 · 
1950–1955 · 
1956 · 
1957–1978 · 
1979 · 
1980–1989 · 
1990 · 
1991 · 
1992 · 
1993 · 
1994 · 
1995 · 
1996 · 
1997 · 
1998 · 
1999 · 
2000 · 
2001 · 
2002 · 
2003 · 
2004 · 
2005 · 
2006 · 
2007 · 
2008 · 
2009 · 
2010 · 
2011 · 
2012 · 
2013 · 
2014 · 
2015 · 
2016 · 
2017 ·
2018 ·
2019 ·
2020 ·
2021
Albanië ·
Andorra ·
Argentinië ·
Armenië ·
Azerbeidzjan ·
België ·
Bosnië en Herzegovina ·
Brazilië ·
Bulgarije ·
Chili ·
Cyprus ·
Denemarken ·
Duitsland ·
Egypte ·
Engeland ·
Estland ·
Faeröer ·
Finland ·
Frankrijk ·
Georgië ·
Gibraltar ·
Griekenland ·
Hongarije ·
Ierland ·
IJsland ·
Indonesië ·
Iran ·
Israël ·
Italië ·
Joegoslavië ·
Jordanië ·
Kazachstan ·
Koeweit ·
Kosovo ·
Kroatië ·
Letland ·
Liechtenstein ·
Luxemburg ·
Mali ·
Malta ·
Moldavië ·
Montenegro ·
Nieuw-Zeeland ·
Noord-Ierland ·
Noord-Macedonië ·
Noorwegen ·
Oekraïne ·
Oostenrijk ·
Polen ·
Portugal ·
Roemenië ·
Rusland ·
San Marino ·
Saoedi-Arabië ·
Schotland ·
Servië ·
Servië en Montenegro ·
Slovenië ·
Slowakije ·
Spanje ·
Tsjechië ·
Turkije ·
Turkmenistan ·
Verenigde Arabische Emiraten ·
Wit-Rusland ·
Zweden ·
Zwitserland